# Deferent

Elements bàsics del sistema planetari de Claudi Ptolemeu.
El sistema deferent va ser una explicació proposada per Ptolemeu per a explicar el moviment aparent dels planetes des de la Terra.
El planeta es mou sobre l'epicicle (línia de punts petita), que al seu torn es mou sobre el deferent (línia de punts gran). El centre del deferent és X, però el moviment angular de l'epicicle és uniforme només respecte al punt · que és l'equant.

El sistema astronòmic proposat per Claudi Ptolemeu fou un model geomètric emprat per a explicar variacions a la velocitat i direcció del moviment aparent de la Lluna, Sol, i els planetes proposat ja per Apol·loni de Perge al final del segle Segle III aC. En particular explicava la retrogradació dels cinc planetes coneguts a l'època. A més, també oferia una explicació dels canvis en la distància aparent (la lluminositat) d'aquests planetes amb la terra.
Hom suposava que el planeta es movia sobre un petit cercle, l'epicicle (literalment: sobre un cercle), que al seu torn girava sobre un cercle més gran anomenat deferent. Ambdós cercles giraven en rotació en sentit est i eren aproximadament paral·lels al pla d'òrbita del Sol (Eclíptica).